# San Justo de la Vega
San Justo de la Vega es un municipio y lugar español de la provincia de León, en la comunidad autónoma de Castilla y León. Está situado en la vega del río Tuerto, el cual le separa de la ciudad de Astorga. Cuenta con una población de 1775 habitantes (INE 2024).
Lugar de paso de una de las calzadas romanas que partían de la antigua Asturica Augusta, su origen se remonta probablemente a la época visigoda, entre los siglos VI y VIII. Poco después alcanzaría un mayor desarrollo gracias a su cercanía a la ciudad maragata, final de una de las etapas del Camino de Santiago.
Su actividad económica se centra principalmente en la agricultura, gracias a los campos de la Vega del Tuerto, y en los servicios, reforzados estos por el continuo paso de peregrinos por la localidad. De las celebraciones que tienen lugar a lo largo del año destacan su Semana Santa y las fiestas dedicadas a Santo Toribio.

## Geografía

### Ubicación
San Justo de la Vega se encuentra integrado en la comarca leonesa de Vega del Tuerto, situándose a 43 kilómetros de la capital provincial. El término municipal está atravesado por la Autovía del Noroeste, entre los pK 322 y 323, así como por la carretera N-120, que permite la comunicación con León, y la autopista de peaje AP-71 que circula paralela a la anterior. El territorio del término municipal está representado en la hoja 193 del Mapa Topográfico Nacional.
| Noroeste: Villaobispo de Otero | Norte: Villaobispo de Otero | Noreste: Benavides de Órbigo                   |
| Oeste: Astorga                 |                             | Este: Villares de Órbigo y Villarejo de Órbigo |
| Suroeste: Santiago Millas      | Sur: Valderrey              | Sureste: Valderrey                             |

### Orografía
El terreno del municipio es predominantemente llano debido a situarse en la vega del río Tuerto, la cual es aprovechada intensamente para el cultivo. A medida que se avanza hacia el este, el terreno asciende de manera brusca, encontrándose a continuación una zona relativamente llana con elevaciones de escasa magnitud. En el término municipal se encuentra el vértice geodésico de Majada de Ventura, a una altitud de 925 m s. n. m. El pueblo se alza en la vega del río a 847 metros sobre el nivel del mar.

### Hidrografía

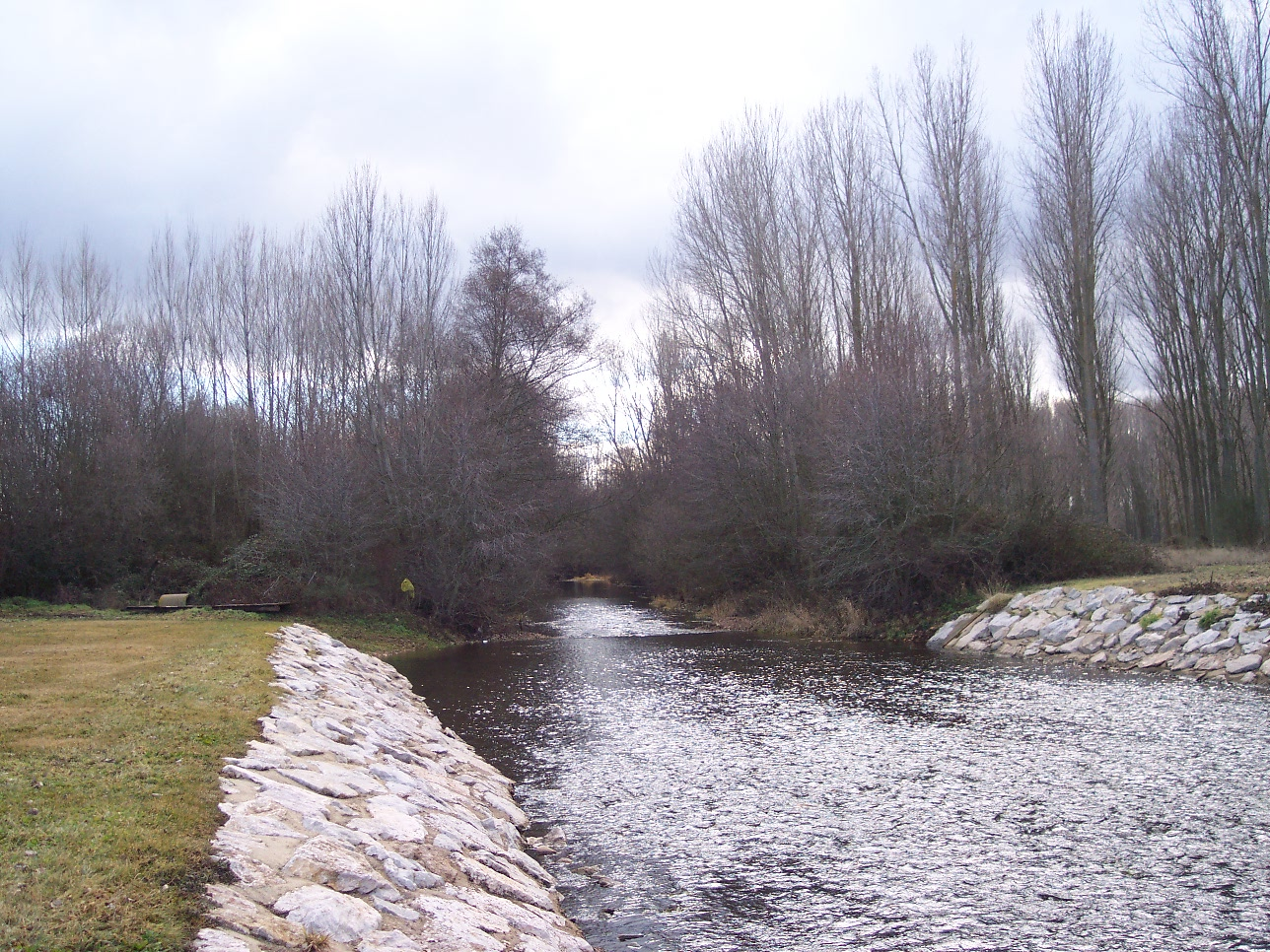
El río Tuerto a su paso por San Justo

La fértil Vega del Tuerto se ve bañada en el municipio por varios cauces fluviales, aunque el principal de todos ellos es el río Tuerto. Éste atraviesa todo el municipio de norte a sur y en sus márgenes se asientan la cabecera (San Justo), San Román de la Vega y Nistal . Paralelo al mismo discurren el río Jerga y su afluente, el arroyo de la Moldera, que vierten sus aguas al Tuerto en las cercanías de Nistal. También son varios los pequeños arroyos que, desde los montes situados en la parte oriental del municipio, acaban desembocando en el Tuerto. El terreno es surcado igualmente por numerosas acequias que se utilizan para el riego de los cultivos.

### Clima

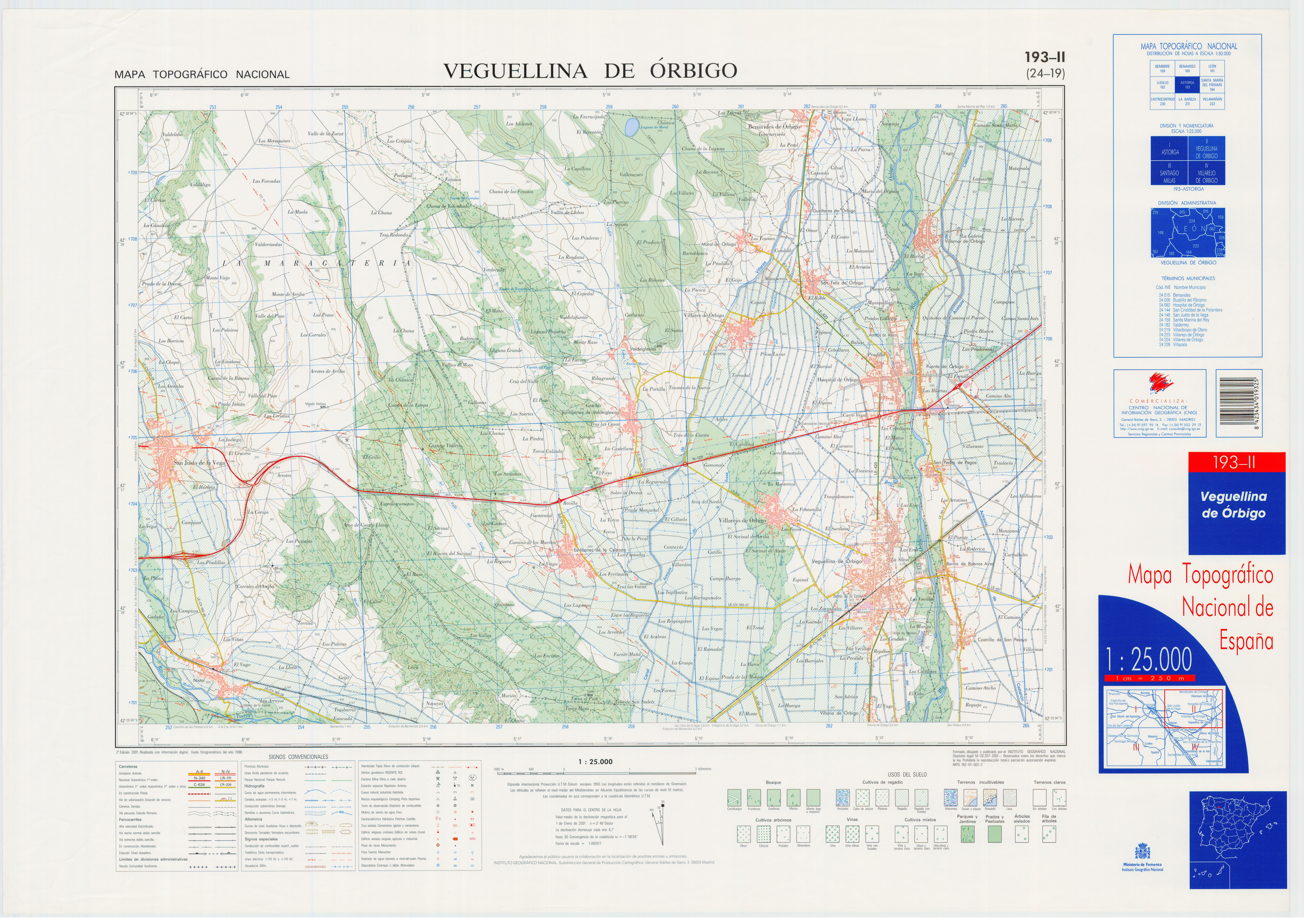
Fragmento de la hoja 193 del Mapa Topográfico Nacional de España de 2001 en el que se representa San Justo de la Vega

El clima en San Justo de la Vega es, al igual que en la mayor parte de la Meseta Norte, un clima mediterráneo continentalizado, levemente alterado por la influencia de la cordillera Cantábrica y los montes de León. Las precipitaciones se reparten de manera irregular, con máximos en primavera y otoño y un mínimo estival. En cuanto a las temperaturas, los inviernos son fríos, con frecuentes heladas y nevadas esporádicas, mientras que los veranos son cortos y calurosos.

## Historia

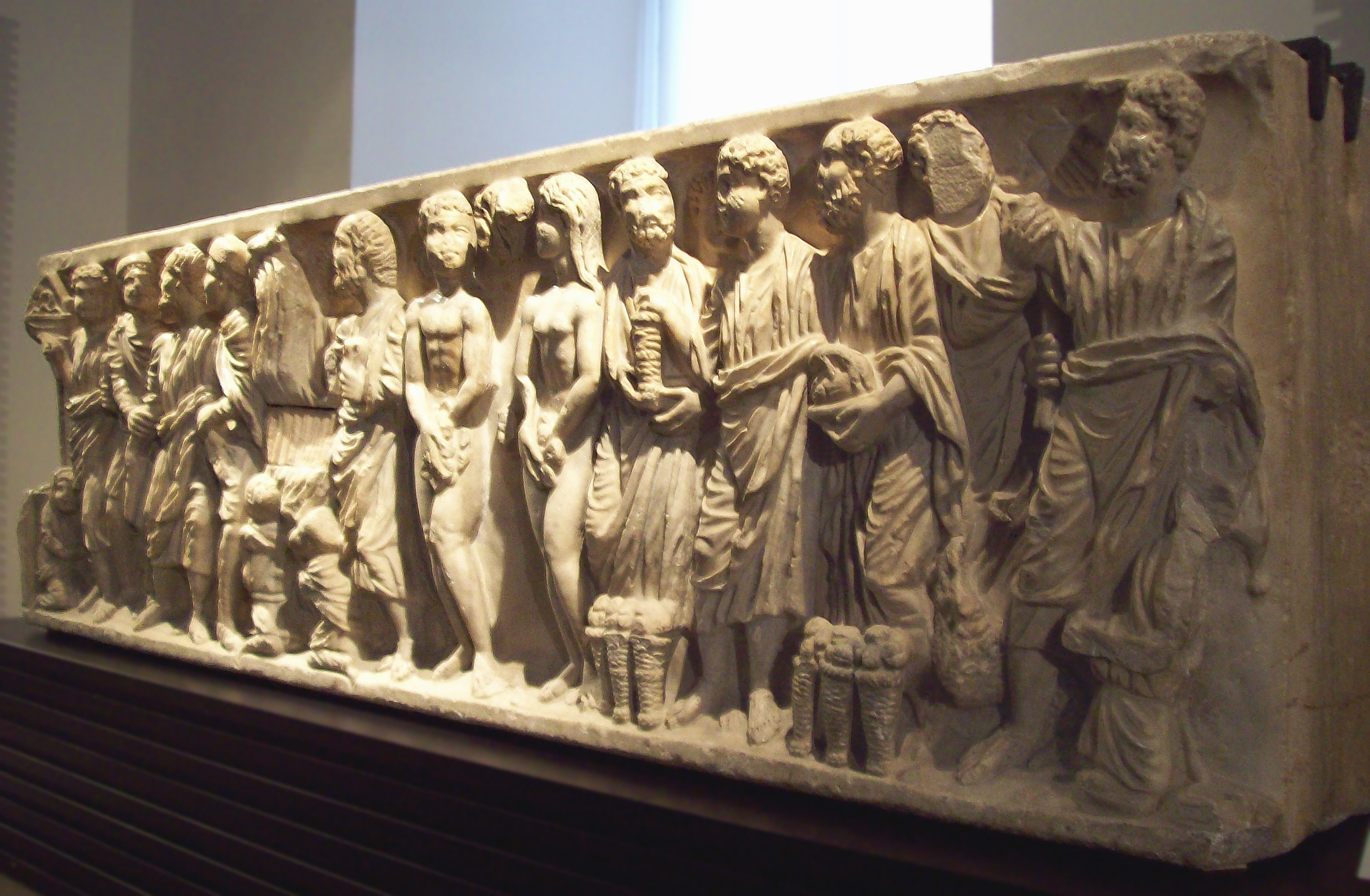
El Sarcófago paleocristiano hallado en San Justo

La cercanía de San Justo con Astorga ha hecho pensar que durante la época romana la Vega del Tuerto estuvo explotada por asturicenses, aunque es probable que esta zona no estuviera poblada. Una vez caído el Imperio romano, la dispersión de los habitantes de las ciudades facilitaría el establecimiento de los primeros pobladores de San Justo a partir de los siglos V y VI.
Un poco más adelante, en el siglo VIII, la leyenda de Santo Toribio, que huye de Astorga y no para hasta el alto del Crucero, parece querer decir que donde se asienta hoy San Justo no existía aún un lugar donde alojarse.
A partir de los siglos IX y X, con el desarrollo del Camino de Santiago como vía de peregrinación, se asite a la aparición o el desarrollo de varios pueblos a lo largo del mismo, llevando algunos el apellido -del Camino- o -de la Calzada-. San Justo aparece como último tramo antes de llegar a Astorga, uno de los lugares más importantes en el Camino, por tanto no es descartable que los primeros habitantes del pueblo fueran peregrinos que vieron una oportunidad de establecerse en la vega.
Por otra parte, el nombre del pueblo (San Justo) alude a los mártires Justo y Pastor; la fama de estos se extendió gracias a los calendarios litúrgicos mozárabes y visigodos. De época visigoda (siglo VII) es la redacción de la leyenda de su martirio, por lo que se supone que el nombre del pueblo surgiera en esa época. Además, el apellido -de la Vega- sugiere que el pueblo nació antes del auge del Camino de Santiago (antes del siglo IX) y volcado hacia la Vega del Tuerto.
Por todo ello, los primeros pobladores de San Justo debieron aparecer entre los siglos VI y VIII, como aldea de agricultores que cultivaban los ricos campos de la Vega.

## Demografía
Cuenta con una población de 1775 habitantes (INE 2024). A mediados del siglo XX, la población residente alcanzó la cifra más alta, pero a partir de los años sesenta, y al igual que ha sucedido en muchas otras poblaciones del medio rural, se ha ido produciendo un descenso continuado del censo como consecuencia del envejecimiento de la población y la escasez de nacimientos, aunque moderado debido a la riqueza agrícola de la zona que permite mantener una población estable.
| Gráfica de evolución demográfica de San Justo de la Vega entre 1842 y 2021                                            |
| |
| Población de derecho según los censos de población del INE. Población de hecho según los censos de población del INE. |

## Comunicaciones

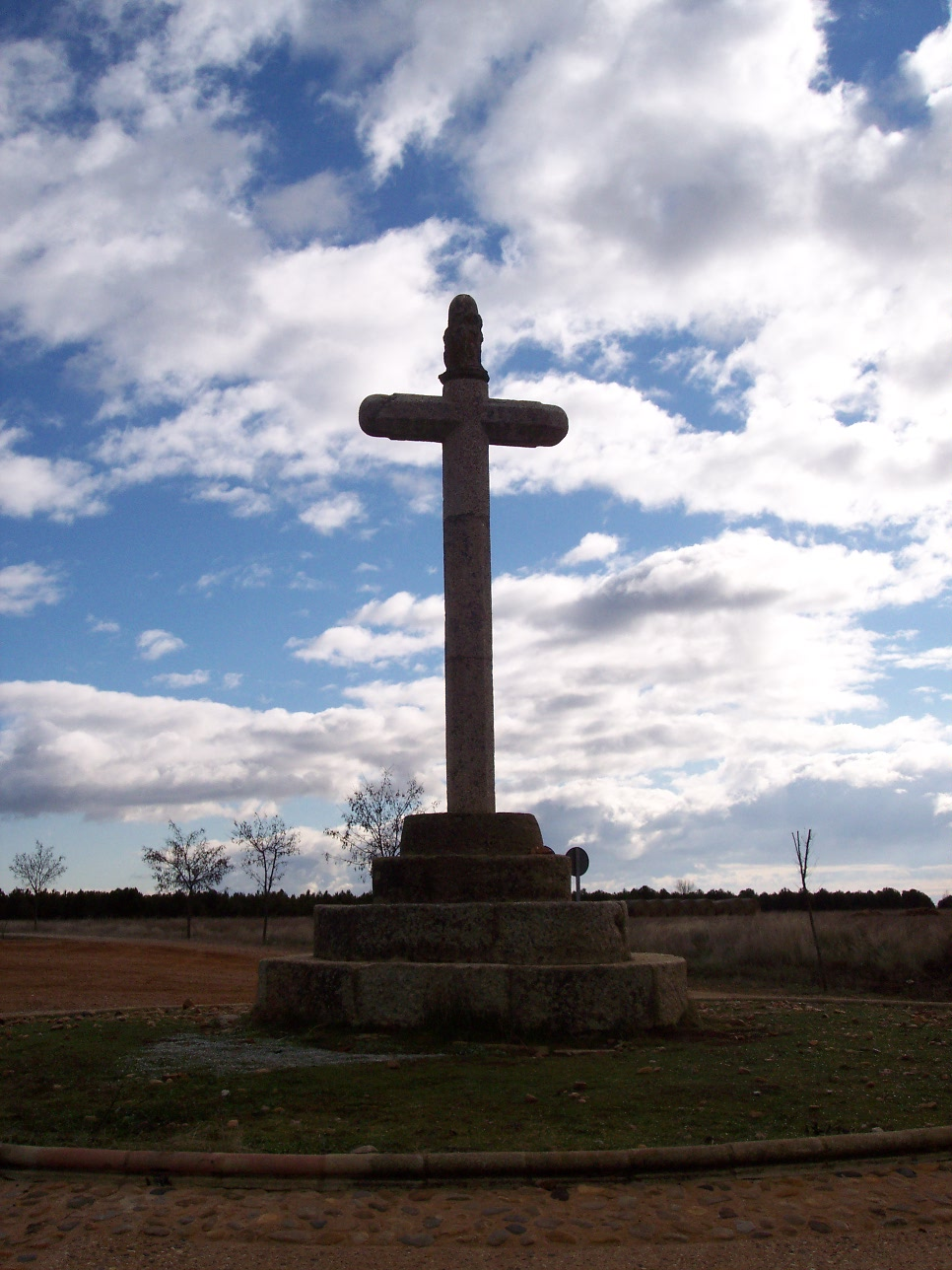
Crucero de Santo Toribio, en el Camino de Santiago, antes de llegar a San Justo de la Vega

### Carreteras
San Justo de la Vega está plenamente integrado en la red principal de carreteras, pues por sus terrenos discurren varias vías de comunicación de carácter nacional.
| Identificador | Denominación       | Itinerario |
| ------------- | ------------------ | --- |
|               | AP-71              | Discurre entre León y Astorga. A través de la misma, San Justo tiene conexión con la A-6 , que comunica Madrid y La Coruña. |
| N-120         | Carretera nacional | Uno de los grandes ejes viarios del norte del país, cuyo recorrido enlaza Logroño y Vigo.                                   |

Por último, cuenta con varios viales de carácter local que comunican la cabecera del municipio con sus pedanías.

### Ferrocarril
El municipio es atravesado por la traza del ferrocarril León - Monforte de Lemos y cuenta con una estación en la pedanía de Nistal en la que paran trenes con destino a Ponferrada, Astorga, León o Valladolid

### Transporte aéreo
El aeropuerto de León, que entró en servicio en 1999, es el aeropuerto más cercano, encontrándose a 43 kilómetros de San Justo.

## Economía

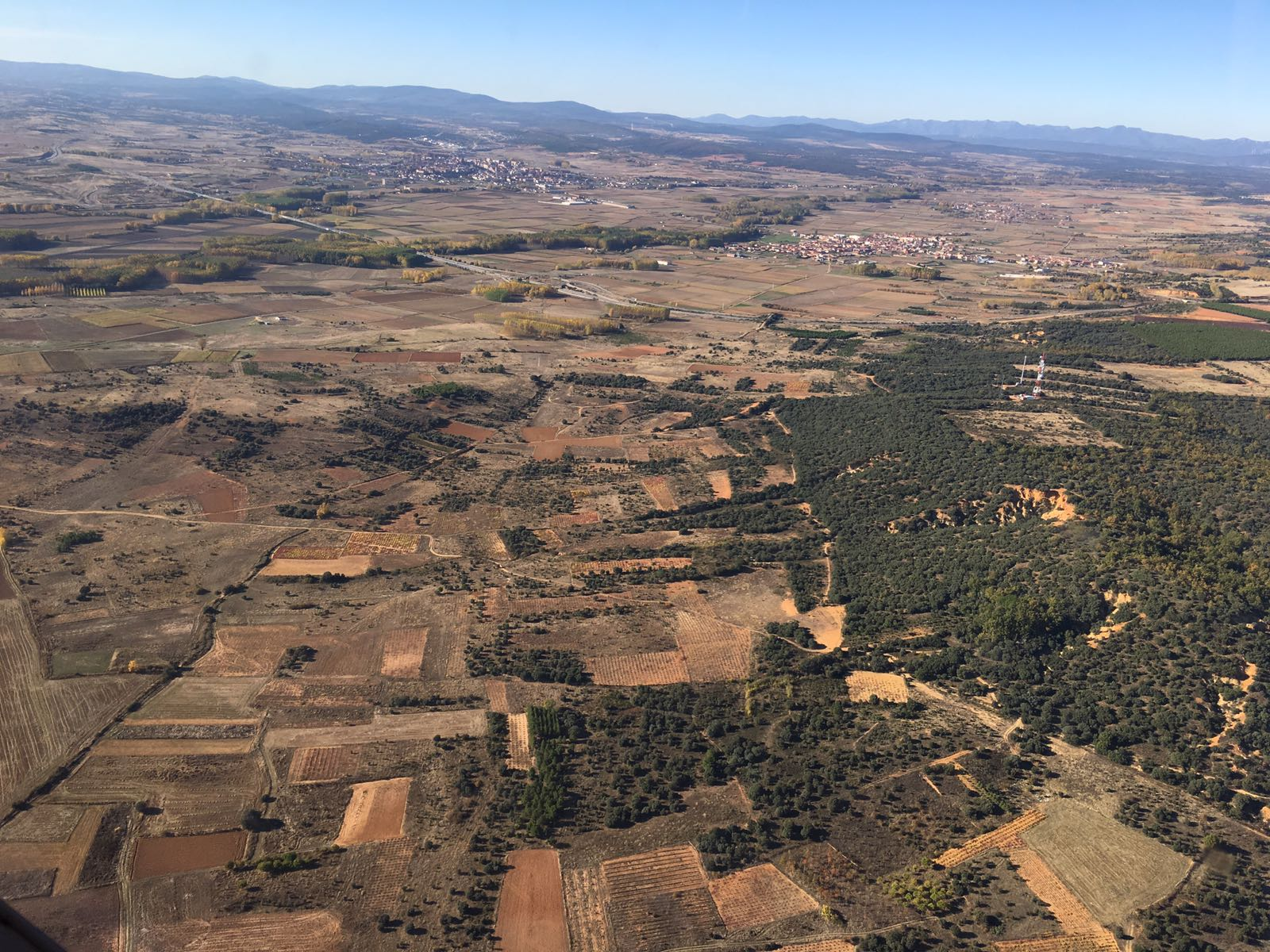
Vista aérea

En 2007, el sector con más empleados en el municipio era el de servicios, con 347 personas, representando un 47,5 % del total. A continuación se situaban la industria y la agricultura, con 163 y 125 trabajadores respectivamente, siendo un 22,3 % y un 17,1 %. Por último, el sector de la construcción generaba 95 empleos, un 13 % del total.
Respecto a las empresas, un 51,9 % correspondía al sector servicios, un 32,7 % a la construcción, un 11,5 % a centros industriales, y un 3,8 % al sector primario.

### Sector primario
La distribución de las tierras de San Justo es un 59,05 % de herbáceos, un 15,01 % de pastos, un 13,14 % de forestales, un 10,86 % de otros usos, y un 1,93 % de leñosos.
Los cultivos en el municipio son los propios de la meseta, encontrándose cereales, maíz, patatas, remolacha, lúpulo y forrajes. Entre los años cuarenta y sesenta se cultivó también lino, tabaco y alubias. Actualmente este sector, al igual que en muchos otros municipios, está en retroceso.
En cuanto a la ganadería, cuenta con vacuno de carne, ganado ovino y porcino .

### Sector secundario
Antiguamente existían los oficios de cardadores, tintoreros y tejedores, ya desaparecidos, pero aún se puede encontrar una industria textil, la AIPTESA. Otro sector es la chacinería, en auge en todo el municipio, con varias fábricas de embutidos. Otra empresa instalada en terrenos municipales, aunque ya próxima a Astorga, es la de Plásticos del Noroeste, en la cual fabrican diverso material en plástico, aluminio y PVC.

## Símbolos
Aprobados en 2005, el municipio cuenta con escudo y bandera como símbolos. El primero es descrito como Escudo medio partido y cortado 1.º de azur, crucero de plata. 2.º de gules, un palo de oro sobrecargado de sinople 3.º de púrpura, sarcófago de plata. Al timbre corona real cerrada, mientras que la bandera es rectangular, de proporciones 2:3, formada por cinco franjas horizontales en proporciones 1/6, 1/6, 1/3, 1/6 y 1/6, siendo las exteriores verdes, amarillas las intermedias y roja la central.

## Política y administración

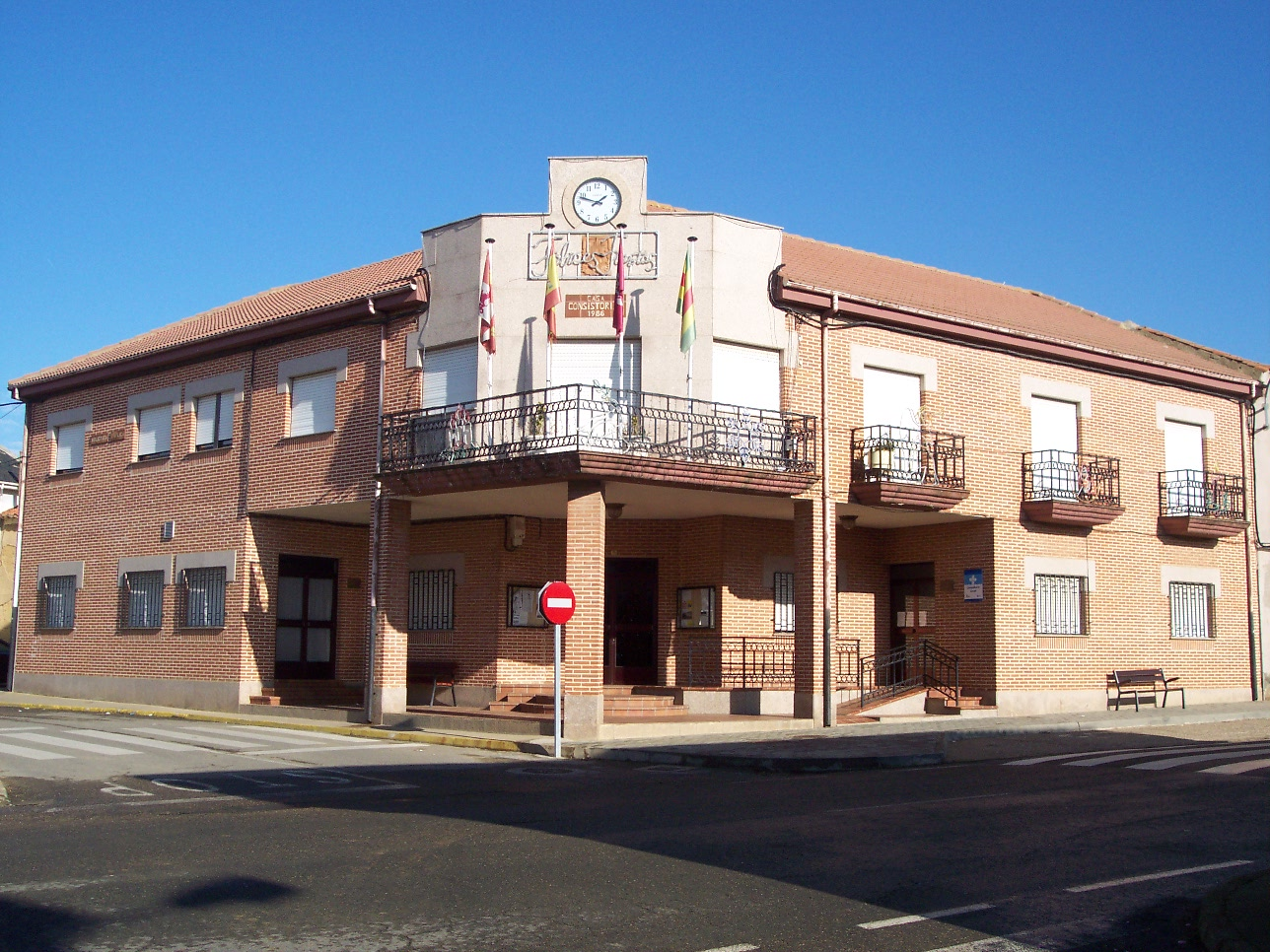
Casa consistorial

### Administración municipal
La administración política del municipio se realiza a través de un ayuntamiento de gestión democrática, cuyos componentes se eligen cada cuatro años por sufragio universal. El censo electoral está compuesto por todos los residentes empadronados en San Justo, mayores de 18 años y con nacionalidad de cualquiera de los países miembros de la Unión Europea. Según lo dispuesto en la Ley del Régimen Electoral General, que establece el número de concejales elegibles en función de la población del municipio, la corporación municipal está formada por 11 ediles, los cuales, en la actual legislatura (2011-2015), se distribuyen de la siguiente forma:
| Partido político                         | 2011    | 2011       |
| Partido político                         | % votos | Concejales |
| Partido Popular (PP)                     | 57,60 % | 7          |
| Partido Socialista Obrero Español (PSOE) | 24,39 % | 2          |
| Unión del Pueblo Leonés (UPL)            | 16,31 % | 2          |

### División administrativa
En el municipio, además de la cabecera, se encuentran las localidades de San Román de la Vega, Nistal  y Celada. Todos ellos están regidos por Juntas Vecinales que administran los bienes de cada pueblo y convocan los concejos para tratar distintos asuntos.

### Administración judicial

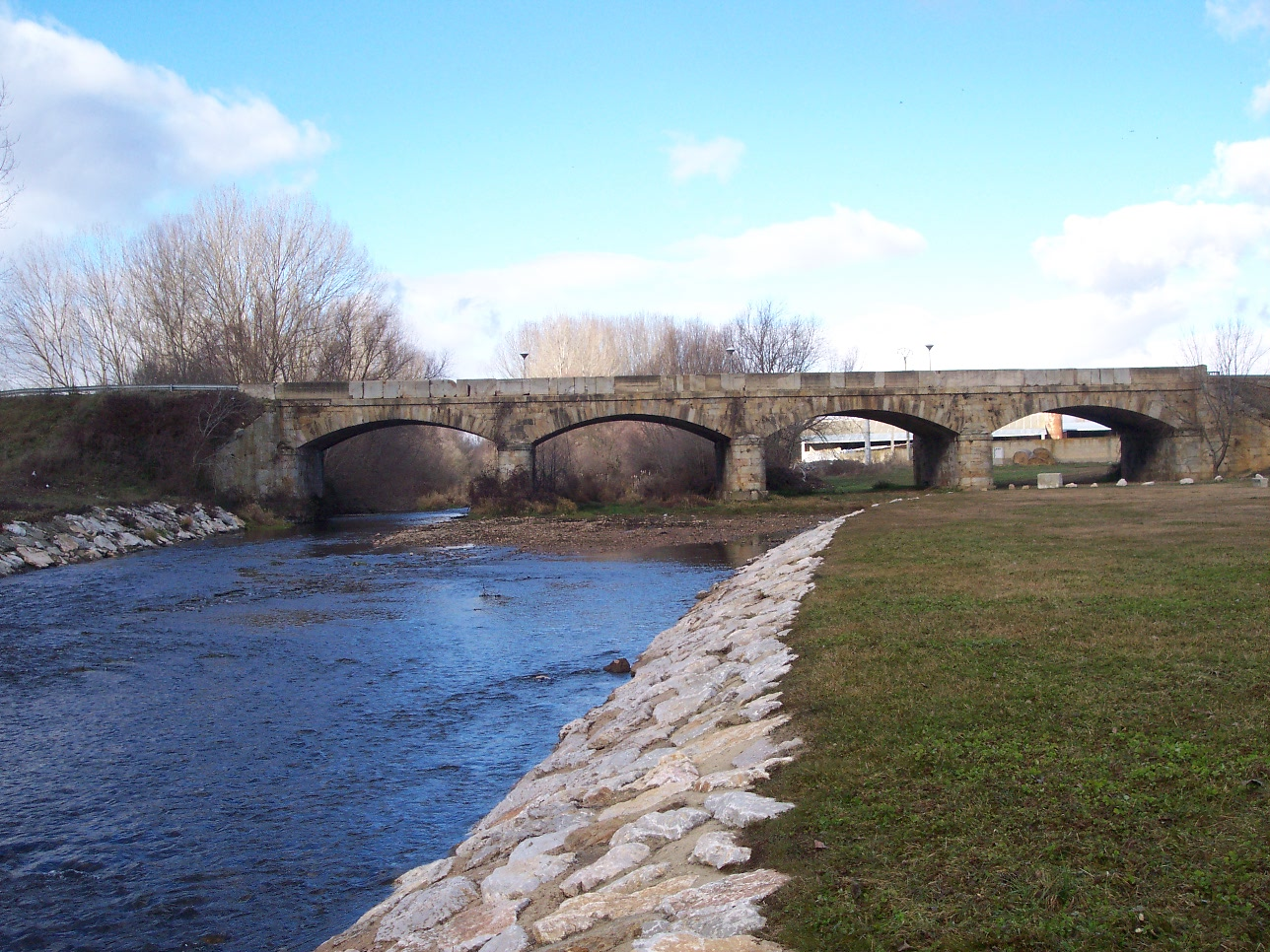
Puente de la Molinería sobre el río Tuerto

Como cabeza de Agrupación de Juzgados de Paz, la cual comprende, además de San Justo, Magaz de Cepeda, Quintana del Castillo, Villagatón, Villamejil y Villaobispo de Otero, cuenta con un juez de paz, una secretaria judicial y un auxilio judicial.

## Servicios y equipamientos
Educación
San Justo cuenta con un centro de educación infantil y primaria (El Crucero), dependiente del CRA Vegacemar, centralizado en el mismo colegio. El pueblo posee también una Casa de Cultura. En cuanto a instalaciones lúdicas, anexo al colegio se encuentra el pabellón deportivo cubierto y junto al puente de la Molinería hay una playa fluvial.
Sanidad
San Justo cuenta con un consultorio de atención primaria dependiente del centro de salud de Astorga, en el cual se centraliza la zona básica de salud Astorga I la cual engloba, además de Astorga, los municipios de San Justo de la Vega y Villaobispo de Otero. Cuenta también con una farmacia y una residencia de ancianos de titularidad privada.

## Cultura
En cada uno de los pueblos del municipio existen asociaciones culturales que durante el año organizan semanas culturales, con actividades tanto culturales como lúdicas y deportivas. En San Justo, la encargada de su celebración es la Asociación Cultural Vegalta.

### Patrimonio

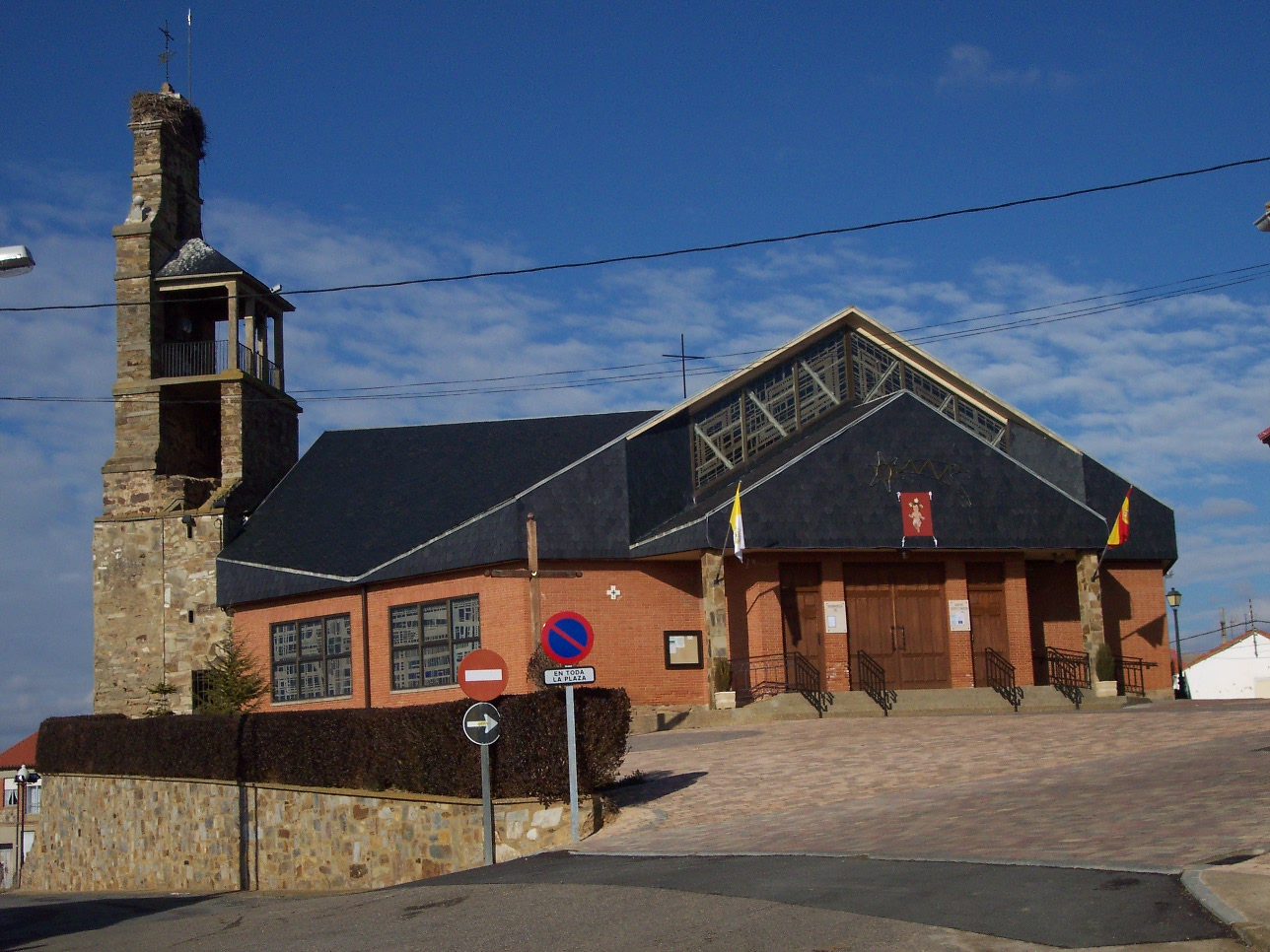
Vista lateral de la iglesia sanjusteña

De las construcciones existentes en el pueblo, destacan el puente de la Molinería, sobre el río Tuerto, y la iglesia de los Santos Justo y Pastor. Sobre ésta, del edificio original, construido en el siglo XVI, solo se conserva la torre con su espadaña. En el interior guarda una imagen del santo patrón, obra del siglo XVI de Gregorio Español, un altar del siglo XVII y el moderno retablo, obra del artista local Sendo.

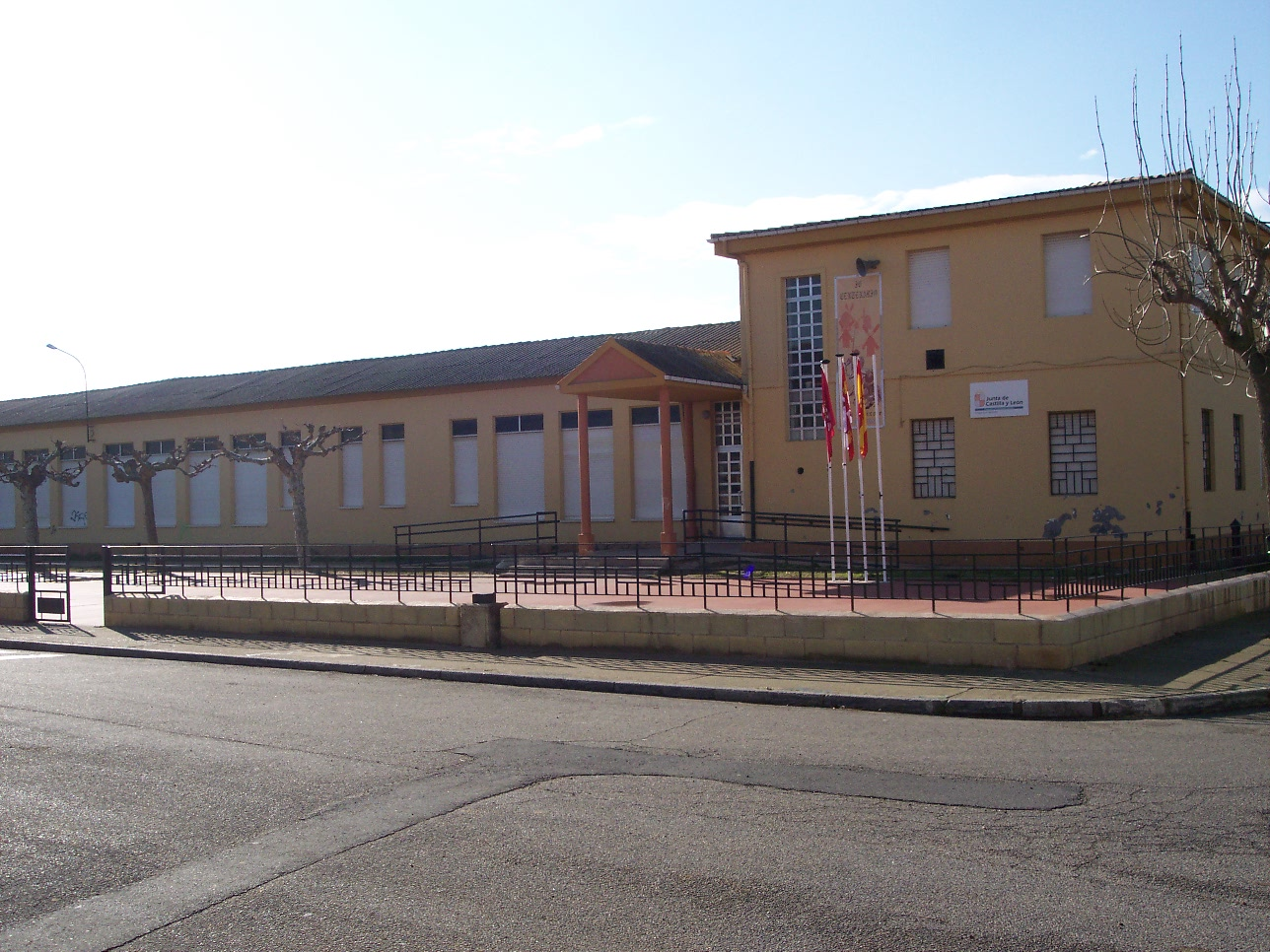
Colegio El Crucero, perteneciente al CRA Vegacemar

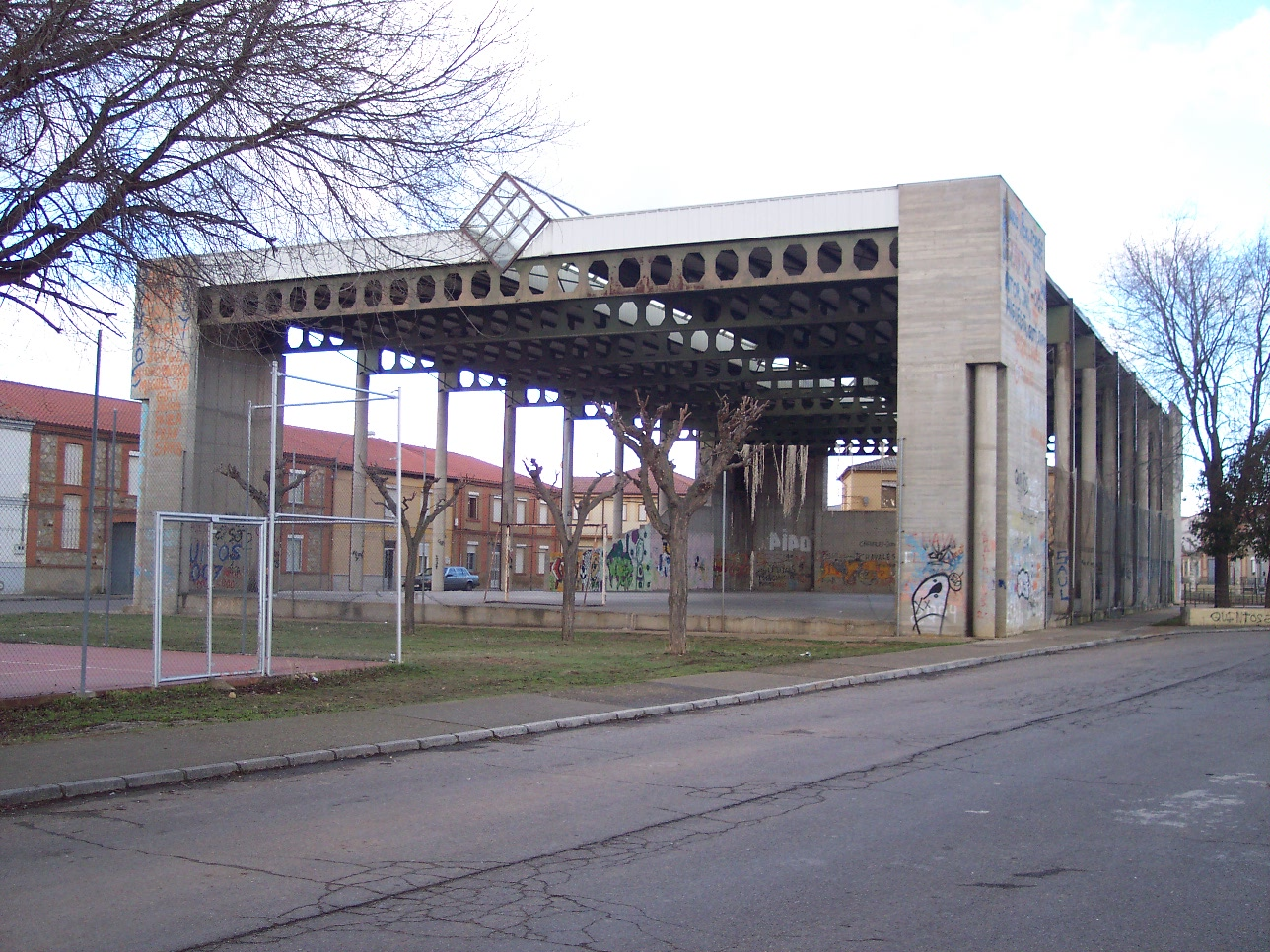
Pabellón deportivo de San Justo

### Semana Santa
En la Semana Santa sanjusteña participa la Cofradía de la Santa Cruz y Nuestro Padre Jesús Nazareno, fundada el 16 de abril de 1838, la cual desfila en cuatro procesiones, destacando la carrera de San Juan en la mañana de Viernes Santo. Además de la Santa Vera Cruz, otros pasos procesionales son la Oración en el Huerto (1848), San Juan Evangelista (1829), La Flagelación (siglos XVI-XVII), Santa Verónica (antes de 1829), Jesús Nazareno (1829), Virgen Dolorosa (principios del siglo XIX), Santo Sepulcro (principios del siglo XIX), Virgen de la Soledad (2002) y El Resucitado (2006).
En todas las procesiones un grupo de hermanos cantan el Salmo 51, el Miserere. Asimismo, el Viernes Santo se canta el Calvario de Nazarenos, constando de 14 estaciones en las cuales se representa momentos de la Pasión de Nuestro Señor. También tradicionales son los avisos para los distintos actos al toque de carracas desde el Viernes Santo hasta el Sábado Santo.

### Festividades y eventos
A lo largo del año son varios los eventos festivos y culturales que tienen lugar en San Justo. Cronológicamente, tras la celebración de la Semana Santa, el primer fin de semana después de Resurrección se festeja Santo Toribio con la subida al Crucero de las imágenes del santo y la Virgen del Rosario, acompañados de pendones. Semanas después, en el Corpus Christi, se engalanan las calles por donde discurre la procesión, en las cuales también se colocan altares.
El primer domingo de agosto tienen lugar las fiestas patronales en honor de los santos Justo y Pastor y previamente se celebra la Semana Cultural. Por último, el segundo o tercer domingo de septiembre, se celebra el Certamen Nacional de Pintura al aire libre.